# راميرو ليديسما راموس
راميرو ليديسما راموس (بالاسبانية: Ramiro Ledesma Ramos) ولد يوم 23 مايو 1905 وتوفي يوم 29 أكتوبر 1936، هو فيلسوف وسياسي وكاتب وصحفي إسباني معروف كواحد من الرواد في إدخال الفاشية إلى إسبانيا.